# Mil Mi-17
O Mil Mi-17 (também conhecido como Mi-8M, designação da OTAN: "Hip") é um helicóptero russo atualmente construído nas fábricas em Kazan e Ulan-Ude. Projetado como um utilitário para transporte de carga ou tropas, ele também pode ser usado como helicóptero de ataque.
Introduzido ao serviço em 1975, mais de doze mil unidades já foram construídas. Atualmente, está no inventário de mais de 50 países.

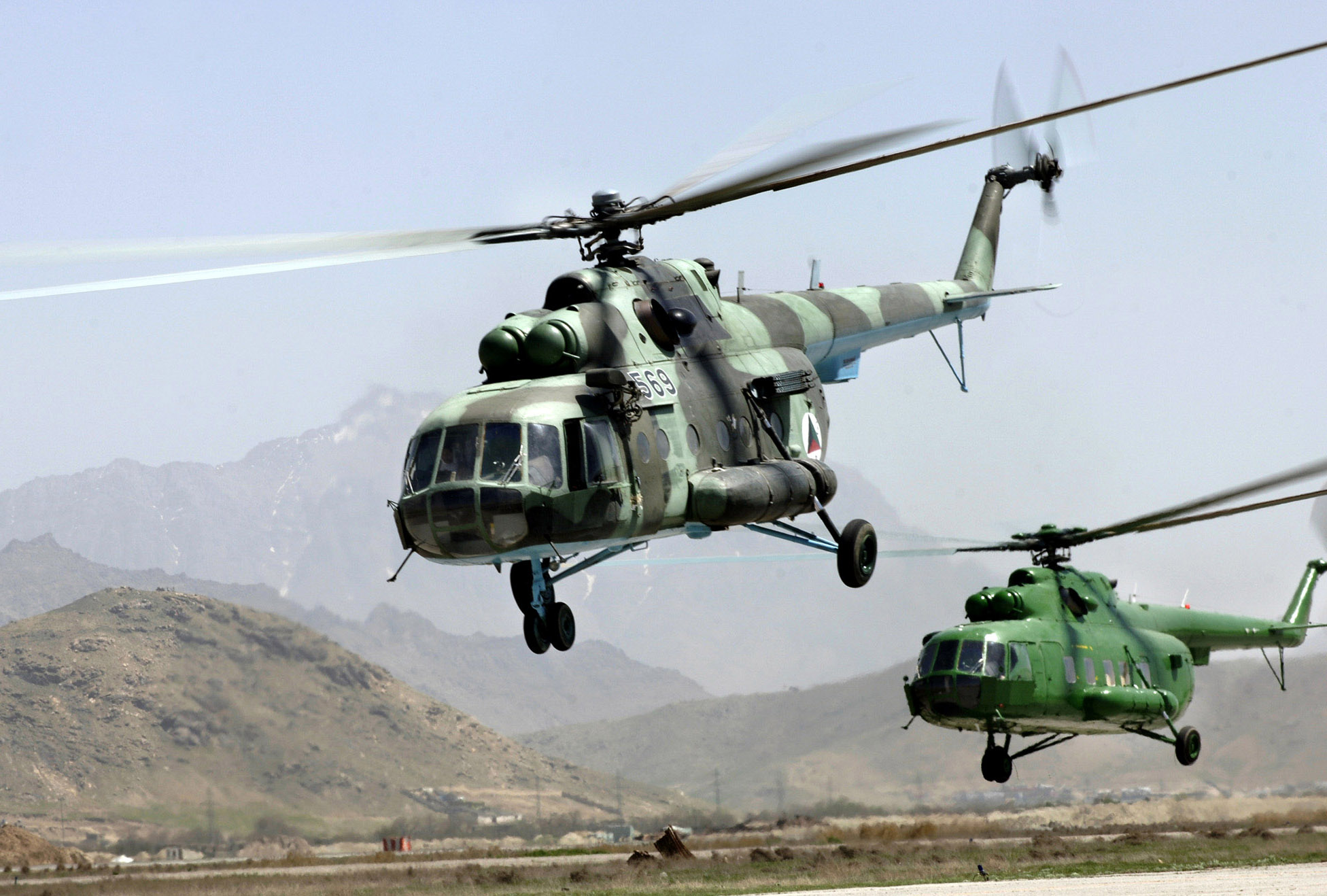
Mi-17 em ação no Afeganistão.
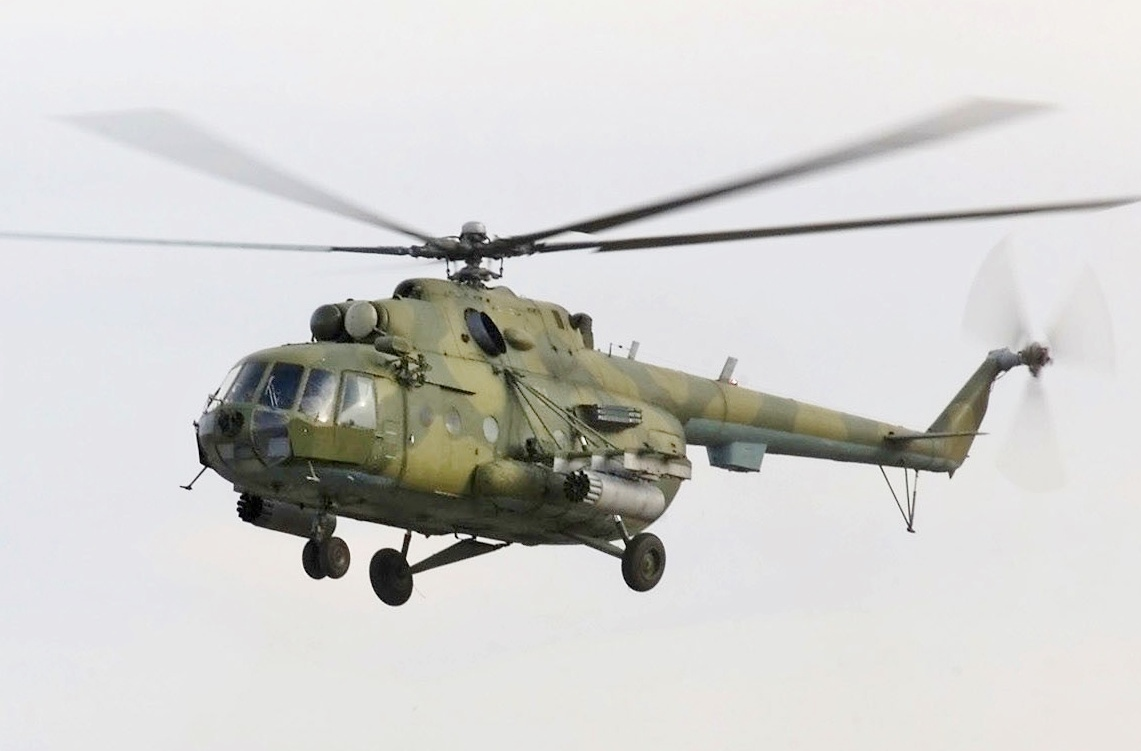
Um Mil Mi-8MT cazaque.
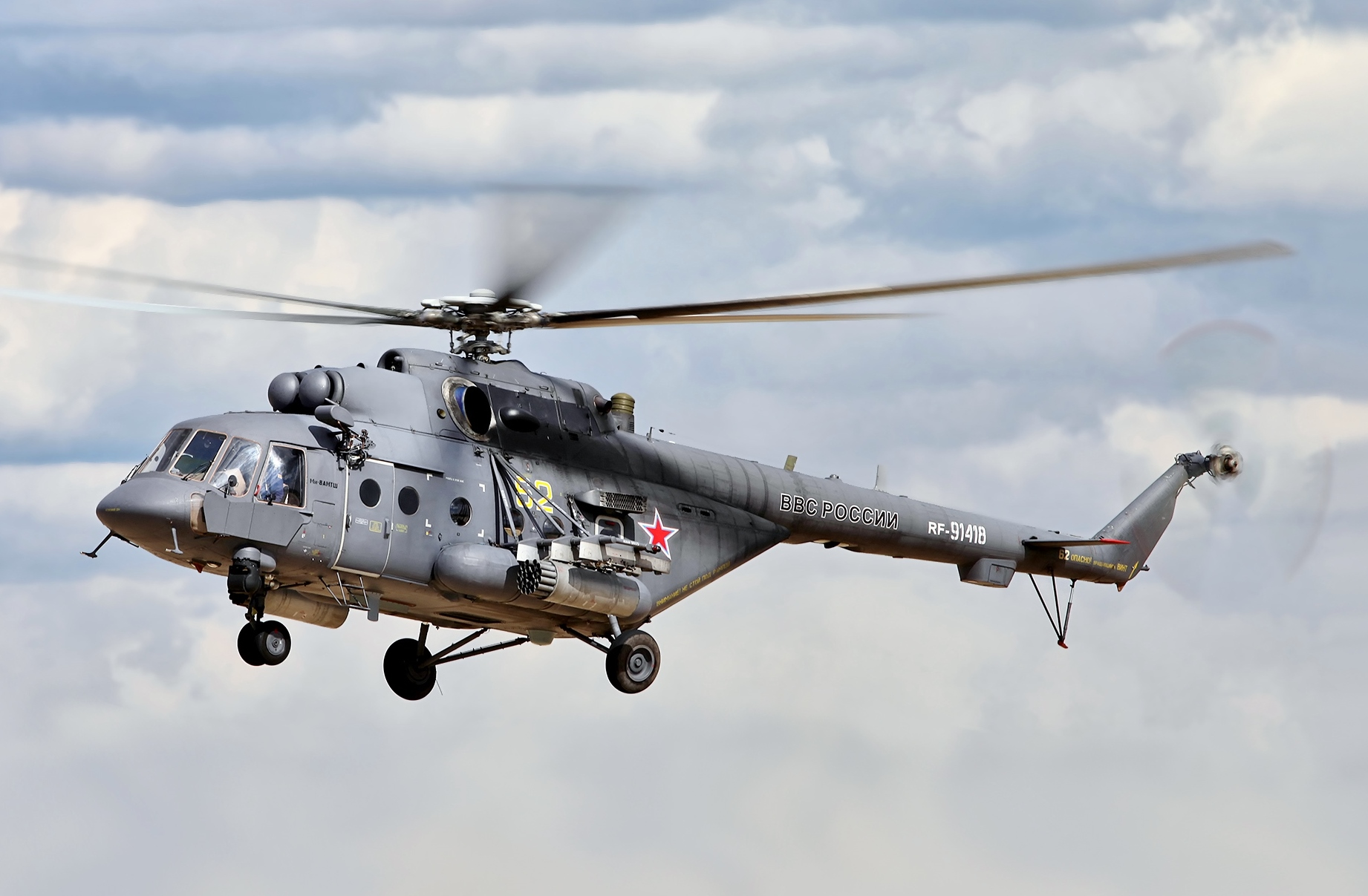
Um Mil Mi-17 russo com armamentos acoplados.